# Mira Sorvino
Mira Katherine Sorvino (New York, 28 settembre 1967) è un'attrice statunitense.
Nel 1995 riceve il plauso della critica per la sua interpretazione nel film La dea dell'amore diretto da Woody Allen, per cui si aggiudica il Golden Globe, il Critics' Choice Award, il National Board of Review Award e il premio Oscar per la miglior attrice non protagonista. Sul piccolo schermo, viene ricordata principalmente per i suoi ruoli in Norma Jean & Marilyn (1996), per cui ha ottenuto la sua prima candidatura al Premio Emmy, e Human Trafficking - Le schiave del sesso (2005).

## Biografia
Nasce a New York il 28 settembre 1967, figlia dell'attore italo-americano Paul Sorvino e di Lorraine Davis, terapista teatrale per persone affette da Alzheimer ed ex attrice. Mira ha due fratelli, Amanda e Michael. Da adolescente si è dedicata agli studi, poiché il padre non volle che i figli intraprendessero la carriera di attori e si limitò a recitare in produzioni teatrali per la scuola. Ha frequentato l'Università di Harvard, dove si è laureata magna cum laude in orientalistica, più precisamente occupandosi di cinese mandarino.
Dopo la laurea, Mira passa tre anni a New York, cercando di imporsi come attrice. Fa diversi lavori, tra cui quello di assistente alla produzione di una casa cinematografica. Assunta come terzo assistente alla regia del film Amongst Friends del 1993, ottiene il ruolo da protagonista; le recensioni positive al suo debutto le procurano altre scritture.
Il ruolo che dà alla Sorvino la grande popolarità è quello di una sboccata prostituta dalla vocetta squillante nel film del 1995 di Woody Allen La dea dell'amore, col quale vince, tra i vari riconoscimenti, il Premio Oscar come miglior attrice non protagonista. Da allora ha avuto altre parti da protagonista, come in Romy & Michelle e A prima vista con Val Kilmer.
Nel nuovo millennio la Sorvino è comparsa prevalentemente in film indipendenti a basso budget, tra cui va menzionato La zona grigia (2001). Nel 2005 ha recitato la parte di un'agente della polizia di frontiera nel film Human Trafficking - Le schiave del sesso, ruolo che le è valso un'altra candidatura al Golden Globe. Nel 2008 appare come guest star nella sitcom Will & Grace (6x02) e nell'undicesimo episodio della quarta stagione della serie televisiva Dr. House - Medical Division, mentre nel 2009 recita in Un soffio per la felicità. Nel 2014 la Sorvino entra a far parte del cast di Falling Skies, serie televisiva che si conclude nel 2015.

## Vita privata
Negli anni novanta ha avuto una relazione con Quentin Tarantino, mentre l'11 giugno 2004 ha sposato Christopher Backus in una cerimonia civile a Santa Barbara, in California e successivamente in un'altra cerimonia a Capri, in Italia: la coppia ha avuto quattro figli. Sorvino ha subito molestie sessuali da parte di Harvey Weinstein, che non essendo riuscito a sottomettere l'attrice, poi si attivò per allontanarla da Hollywood. In un'intervista ha rivelato di essere stata vittima di un date rape, vale a dire di uno stupro commesso dal ragazzo con cui stava uscendo quando era minorenne.
Sorvino ha scritto una lettera aperta a Dylan Farrow, la figlia di Woody Allen, nella quale si dice terribilmente dispiaciuta di aver lavorato con il regista americano e ha dichiarato che non lavorerà mai più con lui. È sostenitrice di Amnesty International; parla correntemente il cinese e il francese.

## Filmografia parziale

### Cinema
- Stuff - Il gelato che uccide (The Stuff), regia di Larry Cohen (1985) – non accreditata
- Barcelona, regia di Whit Stillman (1994)
- Quiz Show, regia di Robert Redford (1994)
- La dea dell'amore (Mighty Aphrodite), regia di Woody Allen (1995)
- Tarantella, regia di Helen De Michiel (1995)
- Blue in the Face, regia di Wayne Wang (1995)
- Beautiful Girls, regia di Ted Demme (1996)
- Romy & Michelle (Romy and Michele's High School Reunion), regia di David Mirkin (1997)
- Mimic, regia di Guillermo del Toro (1997)
- Costretti ad uccidere (The Replacement Killers), regia di Antoine Fuqua (1998)
- Lulu on the Bridge, regia di Paul Auster (1998)
- In fuga col malloppo (Free Money), regia di Yves Simoneau (1998)
- A prima vista (At First Sight), regia di Irwin Winkler (1999)
- S.O.S. Summer of Sam - Panico a New York (Summer of Sam), regia di Spike Lee (1999)
- Famous - Lisa Picard Is Famous (Famous), regia di Griffin Dunne (2000)
- Il trionfo dell'amore (The Triumph of Love), regia di Clare Peploe (2001)
- La zona grigia (The Grey Zone), regia di Tim Blake Nelson (2001)
- Scelte d'onore (WiseGirls), regia di David Anspaugh (2002)
- Semana Santa, regia di Pepe Danquart (2002)
- Cuori estranei (Between Strangers), regia di Edoardo Ponti (2002)
- Gods and Generals, regia di Ronald F. Maxwell (2003)
- The Final Cut, regia di Omar Naim (2004)
- Reservation Road, regia di Terry George (2007)
- Un soffio per la felicità (Like Dandelion Dust), regia di Jon Gunn (2009)
- Attacco a Leningrado (Attack on Leningrad), regia di Alexander Buravsky (2009)
- The Presence, regia di Tom Provost (2010)
- Multiple Sarcasms, regia di Brooks Branch (2010)
- Smitty - Un amico a quattro zampe (Smitty), regia di David Mickey Evans (2012)
- Trade of Innocents, regia di Christopher Bessette (2012)
- Sorelle assassine (Perfect Sisters), regia di Stanley M. Brooks (2014)
- Chloe and Theo, regia di Ezna Sands (2015)
- Inganno perfetto (Indiscretion), regia di John Stewart Muller (2016)
- Mothers and Daughters, regia di Paul Duddridge (2016)
- Nell'ombra di un delitto (Exposed), regia di Declan Dale (2016)
- L'ultima discesa (6 Below: Miracle on the Mountain), regia di Scott Waugh (2017)
- Look Away - Lo sguardo del male (Look Away), regia di Assaf Bernstein (2018)
- Stuber - Autista d'assalto (Stuber), regia di Michael Dowse (2019)
- Beneath the Leaves, regia di Adam Marino (2019)
- The Girl Who Believes in Miracles, regia di Richard Correll (2021)
- East of the Mountains, regia di SJ Chiro (2021
- Hero Mode, regia di A. J. Tesler (2021)
- Crime Story, regia di Adam Lipsius (2021)
- After 3 (After We Fell), regia di Castille Landon (2021)
- After 4 (After Ever Happy), regia di Castille Landon (2022)
- Lamborghini - The Man Behind the Legend, regia di Bobby Moresco (2022)
- Sound of Freedom - Il canto della libertà (Sound of Freedom), regia di Alejandro Monteverde (2023)
- The Goat, regia di Ilaria Borrelli (2023)
- The Image of You, regia di Jeff Fisher (2024)

### Televisione
- Swans Crossing – serie TV, 6 episodi (1992)
- Norma Jean & Marilyn, regia di Tim Fywell – film TV (1996)
- Will & Grace – serie TV, episodio 6x02 (2003)
- Human Trafficking - Le schiave del sesso (Human Trafficking), regia di Christian Duguay – miniserie TV (2005)
- Laboratorio mortale (Covert One: The Hades Factor), regia di Mick Jackson – miniserie TV (2006)
- Dr. House - Medical Division (House, M.D.) – serie TV, episodio 4x11 (2008)
- La missione dei quattro cavalieri (The Last Templar), regia di Paolo Barzman – miniserie TV (2009)
- Falling Skies – serie TV, 9 episodi (2014-2015)
- Psych – serie TV, episodi 8x08-8x09-8x10 (2014)
- Intruders – serie TV, 8 episodi (2014)
- Stalker – serie TV, 4 episodi (2015)
- Lady Dynamite – serie TV, episodi 1x03-2x08 (2016-2017)
- Il Natale dei miei ricordi (A Christmas to Remember), regia di David Weaver – film TV (2016)
- Modern Family – serie TV, 4 episodi (2018)
- StartUp – serie TV, 10 episodi (2018)
- Condor - serie TV, 7 episodi (2018)
- Hollywood – miniserie TV, 5 puntate (2020)
- American Crime Story – serie TV, 6 episodi (2021)
- Shining Vale – serie TV, 16 episodi (2022-2023)

## Teatro
- Grande école, di Jean-Marie Besset, regia di Evan Yionoulis. Ubu Repertory Theater dell'Off-Broadway (1992)
- Vestire gli ignudi, di Luigi Pirandello, regia di John Rando. Classic Stage Company dell'Off-Broadway (2000)

## Riconoscimenti
Premi Oscar
- 1996 – Miglior attrice non protagonista per La dea dell'amore

Golden Globe
- 1996 – Miglior attrice non protagonista per La dea dell'amore
- 1997 – Candidatura alla miglior attrice in una mini-serie o film per la televisione per Norma Jean & Marilyn
- 2006 – Candidatura alla miglior attrice in una mini-serie o film per la televisione per Human Trafficking - Le schiave del sesso

National Board of Review Awards
- 1995 – Miglior attrice non protagonista per La dea dell'amore

Premi BAFTA
- 2016 – Candidatura alla miglior attrice non protagonista per La dea dell'amore

Premi Emmy
- 1996 – Candidatura alla miglior attrice in una miniserie o film per la televisione per Norma Jean & Marilyn

Screen Actors Guild Awards
- 1996 – Candidatura alla miglior attrice non protagonista cinematografica per La dea dell'amore

## Doppiatrici italiane
Nelle versioni in italiano delle opere in cui ha recitato, Mira Sorvino è stata doppiata da:
- Ilaria Stagni ne La dea dell'amore, Romy & Michelle, A prima vista, Reservation Road, Un soffio per la felicità, Modern Family, Stalker
- Barbara De Bortoli in Mimic, Scelte d'onore, After 3, After 4
- Laura Boccanera in Norma Jean & Marilyn, Will & Grace, Chloe and Theo, Condor
- Roberta Pellini in S.O.S. Summer of Sam - Panico a New York, Space Warriors, L'ultima discesa
- Roberta Greganti in Sorelle assassine, Inganno perfetto, Mothers and Daughters
- Chiara Colizzi ne La missione dei quattro cavalieri, Stuber - Autista d'assalto, Lamborghini - The Man Behind the Legend
- Giuppy Izzo in In fuga col malloppo, Cuori estranei, The Image of You
- Silvia Tognoloni in Barcelona, Beautiful Girls
- Eleonora De Angelis in The Final Cut, Human Trafficking - Le schiave del sesso
- Giò Giò Rapattoni in Psych, Human Trafficking - Le schiave del sesso (ridoppiaggio)
- Cristina Boraschi in Quiz Show
- Lorena Bertini in Blue in the Face
- Isabella Pasanisi in Costretti ad uccidere
- Monica Ward in Il trionfo dell'amore
- Laura Romano in Dr. House - Medical Division
- Anna Cesareni in Laboratorio mortale
- Milvia Bonacini in The Presence
- Claudia Catani in Falling Skies
- Tiziana Avarista in American Crime Story
- Emanuela Damasio in Hollywood
- Giorgia Vecchini in The Girl Who Believes in Miracles
- Claudia Razzi in Blue Bloods